# 王世能
王世能（1536年—1585年），字子才，號雲麓，直隸寧國府宣城縣人，民籍，明朝政治人物。

## 生平
嘉靖四十年（1561年）辛酉科應天鄉試第七十二名舉人，隆慶五年（1571年）中式辛未科會試第六十六名，二甲第六十名進士。工部觀政，授南京户部主事，萬曆四年（1576年）升南京兵部郎中，七年官青州府知府，十一年二月升河東鹽運使，十三年卒。

## 家族
曾祖王文正；祖父王宗興；父王大祥，母楊氏。具慶下。